# Переброди (Сарненський район)
Перебро́ди — село в Україні, у Миляцькій сільській громаді Сарненського району Рівненської області. Відповідно до Розпорядження Кабінету Міністрів України від 12 червня 2020 року № 722-р «Про визначення адміністративних центрів та затвердження територій територіальних громад Рівненської області» увійшло до складу Миляцької сільської громади. Населення становить 1668 осіб (2011).

## Назва
Польською мовою згадується як Przebrody.

## Географія
На південно-східній околиці села бере початок річка Орлова.[джерело?]
Відстань до райцентру автошляхом місцевого значення становить близько 42 км. Поблизу села розташований пункт контролю Переброди на кордоні з Білоруссю. З білоруського боку знаходиться пункт пропуску «Ольмани» на дорозі місцевого значення в напрямку Столина.[джерело?]
Неподалік від села починаються Ольманські болота, основна частина яких розташована на території Білорусі.[джерело?]
Згідно з дослідженням 2017 року, за яким оцінювалися масштаби антропогенної трансформації території Дубровицького району внаслідок несанкціонованого видобутку бурштину, екологічна ситуація села характеризувалася як «сприятлива».

### Фауна
З представників тваринного світу, занесених до Червоної книги України, на території села трапляються беркут (на вікових деревах у лісових хащах села) та шуліка рудий (у глибинних ділянках лісових масивів поблизу села).

### Клімат
Клімат у селі вологий континентальний («Dfb» за класифікацією кліматів Кеппена). Опадів 620 мм на рік. Найменша кількість опадів спостерігається в лютому й сягає у середньому 29 мм. Найбільша кількість опадів випадає в червні — близько 90 мм. Різниця в опадах між сухими та вологими місяцями становить 61 мм. Пересічна температура січня — -5,7 °C, липня — 18,6 °C. Річна амплітуда температур становить 24,3 °C.
| Клімат Перебродів                 | Клімат Перебродів | Клімат Перебродів | Клімат Перебродів | Клімат Перебродів | Клімат Перебродів | Клімат Перебродів | Клімат Перебродів | Клімат Перебродів | Клімат Перебродів | Клімат Перебродів | Клімат Перебродів | Клімат Перебродів | Клімат Перебродів |
| Показник                          | Січ.              | Лют.              | Бер.              | Квіт.             | Трав.             | Черв.             | Лип.              | Серп.             | Вер.              | Жовт.             | Лист.             | Груд.             | Рік               |
| Середній максимум, °C             | −2,7              | −1,4              | 3,4               | 12,4              | 19,4              | 22,9              | 23,9              | 23,2              | 18,2              | 11,7              | 4,7               | −0,1              | 11,3              |
| Середня температура, °C           | −5,7              | −4,6              | −0,3              | 7,5               | 13,8              | 17,5              | 18,6              | 17,8              | 13,2              | 7,7               | 2,2               | −2,6              | 7,1               |
| Середній мінімум, °C              | −8,7              | −7,8              | −3,9              | 2,7               | 8,2               | 12,1              | 13,3              | 12,4              | 8,3               | 3,8               | −0,3              | −5,1              | 2,9               |
| Норма опадів, мм                  | 37                | 29                | 30                | 43                | 56                | 90                | 84                | 65                | 57                | 45                | 42                | 42                | 620               |
| --------------------------------- | ----------------- | ----------------- | ----------------- | ----------------- | ----------------- | ----------------- | ----------------- | ----------------- | ----------------- | ----------------- | ----------------- | ----------------- | ----------------- |
| Джерело: Climate-Data.org (англ.) |                   |                   |                   |                   |                   |                   |                   |                   |                   |                   |                   |                   |                   |

### Пам'ятки природи
- Перебродівський заказник — загальнозоологічний заказник національного значення площею 16530 га, розташований поблизу села.[6]

## Історія
До 1917 року село входило до складу Російської імперії. У 1918—1920 роки нетривалий час перебувало в складі Української Народної Республіки.
У 1921—1939 роки входило до складу Польщі. У 1921 році село входило до складу гміни Теребежів Лунинецького повіту Поліського воєводства Польської Республіки.
З 1939 року — у складі Рівненської області УРСР. У роки Другої світової війни деякі мешканці села долучилися до національно-визвольної боротьби в лавах УПА та ОУН. За участь в українському націоналістичному підпіллі було репресовано Ярмоліна Остапа (1915-?). За даними українського націоналістичного підпілля у грудні 1942 року німці спалили Переброди.
У 1947 році село Переброди разом з хуторами Луговий та Новобір підпорядковувалося Перебродівській сільській раді Висоцького району Ровенської області УРСР.
Відповідно до прийнятої в грудні 1989 року постанови Ради Міністрів УРСР село занесене до переліку населених пунктів, які зазнали радіоактивного забруднення внаслідок аварії на Чорнобильській АЕС, жителям виплачувалася грошова допомога. Згідно з постановою Кабінету Міністрів Української РСР, ухваленою в липні 1991 року, село належало до зони гарантованого добровільного відселення. На кінець 1993 року забруднення ґрунтів становило 1,02 Кі/км² (137Cs + 134Cs), молока — 11,8 мКі/л (137Cs + 134Cs), картоплі — 6,71 мКі/кг (137Cs + 134Cs), сумарна доза опромінення — 461 мбер, з якої: зовнішнього — 13 мбер, загальна від радіонуклідів — 448 мбер (з них Cs — 437 мбер).

## Населення
Станом на 1 січня 2011 року населення села становить 1668 осіб.
Станом на 10 вересня 1921 року в селі налічувалося 159 будинків та 889 мешканців, з них: 426 чоловіків та 463 жінки; 836 православних, 43 юдеї та 10 римо-католиків; 836 осіб записані білорусами, 43 євреями та 10 поляками.
Згідно з переписом УРСР 1989 року чисельність наявного населення села становила 1519 осіб, з яких 756 чоловіків та 763 жінки. На кінець 1993 року в селі мешкало 1432 жителів, з них 490 — дітей.
За переписом населення України 2001 року в селі мешкало 1517 осіб.

### Мова
Розподіл населення за рідною мовою за даними перепису 2001 року:
| Мова            | Кількість | Відсоток |
| --------------- | --------- | -------- |
| українська      | 1483      | 97.37%   |
| білоруська      | 32        | 2.10%    |
| російська       | 6         | 0.40%    |
| інші/не вказали | 2         | 0.13%    |
| Усього          | 1523      | 100%     |

### Вікова і статева структура
Структура жителів села за віком і статтю (станом на 2011 рік):
| Вік   | Чоловіків | Жінок | Разом |
| ----- | --------- | ----- | ----- |
| 0-17  | 348       | 321   | 669   |
| 18-39 | 246       | 236   | 482   |
| 40-59 | 156       | 116   | 272   |
| 60+   | 92        | 153   | 245   |
| Разом | 842       | 826   | 1668  |

### Соціально-економічні показники
| Працездатне населення | Працездатне населення | Працездатне населення | Працездатне населення | Працездатне населення | Працездатне населення | Непрацездатне населення | Непрацездатне населення | Непрацездатне населення | Непрацездатне населення | Непрацездатне населення | Непрацездатне населення | Все населення |
| Чоловіки              | Чоловіки              | Жінки                 | Жінки                 | Разом                 | Разом                 | Чоловіки                | Чоловіки                | Жінки                   | Жінки                   | Разом                   | Разом                   | 1668          |
| ос.                   | %                     | ос.                   | %                     | ос.                   | %                     | ос.                     | %                       | ос.                     | %                       | ос.                     | %                       | 1668          |
| --------------------- | --------------------- | --------------------- | --------------------- | --------------------- | --------------------- | ----------------------- | ----------------------- | ----------------------- | ----------------------- | ----------------------- | ----------------------- | ------------- |
| 407                   | 24                    | 311                   | 18                    | 718                   | 13                    | 91                      | 5                       | 183                     | 11                      | 274                     | 16                      | 1668          |

| Зайняті  | Зайняті  | Зайняті | Зайняті | Зайняті | Зайняті | Безробітні | Безробітні | Безробітні | Безробітні | Безробітні | Безробітні | Все населення |
| Чоловіки | Чоловіки | Жінки   | Жінки   | Разом   | Разом   | Чоловіки   | Чоловіки   | Жінки      | Жінки      | Разом      | Разом      | 1668          |
| ос.      | %        | ос.     | %       | ос.     | %       | ос.        | %          | ос.        | %          | ос.        | %          | 1668          |
| -------- | -------- | ------- | ------- | ------- | ------- | ---------- | ---------- | ---------- | ---------- | ---------- | ---------- | ------------- |
| 19       | 3        | 35      | 5       | 54      | 8       | 171        | 24         | 93         | 13         | 264        | 37         | 1668          |

| Дорослі | Діти | Пенсіонери | Інваліди Німецько-радянської війни | Учасники бойових дій | Інваліди всіх груп і категорій | Люди, які обслуговуються служб. соц. допом. на дому | Неповні сім'ї | Діти з неповних сімей | Багатодітні сім'ї | Діти з багатодітних сімей | Діти-інваліди | Діти-сироти | Одинокі багатодітні матері |
| ------- | ---- | ---------- | ---------------------------------- | -------------------- | ------------------------------ | --------------------------------------------------- | ------------- | --------------------- | ----------------- | ------------------------- | ------------- | ----------- | -------------------------- |
| 955     | 636  | 431        | 6                                  | 6                    | 105                            | 25                                                  | 22            | 28                    | 102               | 489                       | 18            | 4           | 4                          |

## Політика

### Органи влади
Місцеві органи влади представлені Миляцькою сільською громадою.

### Вибори
Село входить до виборчого округу № 155. У селі розташована виборча дільниця № 560281. Станом на 2011 рік кількість виборців становила 1001 особа.

## Культура
У селі працює Перебродівський сільський клуб на 80 місць. Діє Перебродська публічно-шкільних бібліотек, книжковий фонд якої становлять 17 925 книг та яка має 6 місць для читання, 1 особу персоналу, кількість читачів — 522 особи.

## Релігія
Список конфесійних громад станом на 2011 рік:
| Релігійна громада Свято-Тороїцької парафії УПЦ | УПЦ (МП) | 25 вересня 1991 | 310 | Церква             | [ 31 ] |
| Релігійна громада церкви ХВЄ незалежної        | ХВЄ      | 30 грудня 1991  | 160 | Молитовний будинок | [ 31 ] |
| — православні, — протестантські.               |          |                 |     |                    |        |

## Освіта
У селі діє Перебродівська загальноосвітня школа І-ІІІ ступенів. У 2011 році в ній навчалося 345 учнів (із 375 розрахованих) та викладало 32 учителі.

## Інфраструктура
У селі діє сільська лікарська амбулаторія. Наявне відділення поштового зв'язку.

#### Книги
- Коротун І. М., Коротун Л. К. Географія Рівненської області в 3-х частинах. — Рівне, 1996. — С. 270.
- Літопис УПА / НАН України. Інститут української археографії та джерелознавства ім . М. С. Грушевського. — Київ-Торонто : Видавництво «Літопис УПА» та ін, 2007. — Т. 11: Мережа ОУН(б) і запілля УПА на території ВО «Заграва», «Турів», «Богун» (серпень 1942 — грудень 1943 рр.). — 849 с.

#### Офіційні дані та нормативно-правові акти
- Паспорт Дубровицького району (станом на 1 січня 2011 року) (doc). Дубровицька районна рада. Архів оригіналу за 10 лютий 2015. Процитовано 16 жовтня 2019.

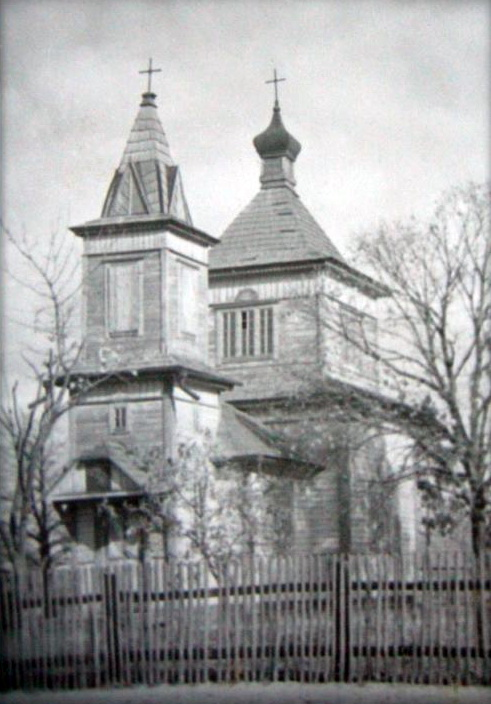
Свято-Троїцька Церква в Перебродах до її руйнування

#### Мапи
- Історичний Атлас України / Гол. ред. Л. Винар; Упорядн.: І. Тесля, Е. Тютько. Українське історичне товариство. — Монреаль; Нью-Йорк; Мюнхен, 1980. — 182 с.